# Lake Latonka
Lake Latonka es un lugar designado por el censo ubicado en el condado de Mercer en el estado estadounidense de Pensilvania. En el Censo de 2010 tenía una población de 1012 habitantes y una densidad poblacional de 228,67 personas por km².

## Geografía
Lake Latonka se encuentra ubicado en las coordenadas 41°16′45″N 80°10′44″O / 41.27917, -80.17889. Según la Oficina del Censo de los Estados Unidos, Lake Latonka tiene una superficie total de 7.12 km², de la cual 6.09 km² corresponden a tierra firme y (14.55%) 1.04 km² es agua.

## Demografía
Según el censo de 2010, había 1012 personas residiendo en Lake Latonka. La densidad de población era de 228,67 hab./km². De los 1012 habitantes, Lake Latonka estaba compuesto por el 98.91% blancos, el 0.2% eran afroamericanos, el 0.1% eran amerindios, el 0.2% eran asiáticos, el 0% eran isleños del Pacífico, el 0.1% eran de otras razas y el 0.49% pertenecían a dos o más razas. Del total de la población el 0.49% eran hispanos o latinos de cualquier raza.